# Connarus nervatus
Connarus nervatus är en tvåhjärtbladig växtart som beskrevs av José Cuatrecasas. Connarus nervatus ingår i släktet Connarus och familjen Connaraceae. Inga underarter finns listade i Catalogue of Life.